# 胡锦涛
胡錦濤（1942年12月21日—），安徽绩溪人，生於江蘇泰县（今江蘇泰州），中国共产党和中华人民共和国政治人物，原正国级领导人，毕业于清华大学水利工程系，2002至2012年间担任中共中央總書記，2003年至2013年中華人民共和國主席，2004年至2012年中共中央軍委主席、2005年至2013年国家中央军委主席等职务，是中国党、政、军第四代的最高领导人。
大学毕业后，胡锦涛起先留校参加了科研工作，并担任了政治辅导员。1968年，前往位于甘肃省的刘家峡工程局参加劳动，从事技术员、秘书等工作。1974年起，相继在甘肃省建委、共青团甘肃省委担任领导职务，后进入共青团中央工作，于1984年出任共青团中央书记处第一书记。1985年起，陆续出任中共贵州省委书记、中共西藏自治区党委书记等职务。
1992年10月，在中共十四届一中全会上越级当选为中共中央政治局常委和中共中央书记处书记，成为党和国家领导人，也是改革開放後在当选时最为年輕的正國級領導人（时年49岁），二职均于1997年获得连任。1998年3月，當選为國家副主席、1999年出任中共中央军委副主席及国家中央军委副主席。
2002年11月，在中共十六屆一中全會上當選为中共中央總書記，成为中国共产党和中华人民共和国的最高领导人。2003年3月当选为中华人民共和国主席，后分別于2004、2005年當選为中共中央軍委主席及國家中央軍委主席。因其任内与國務院總理温家宝搭档，二人主政期間被外界稱作“胡温体制”。
胡锦涛是中共十二届中央候补委员，十二至十七届中央委员，十四至十七届中央政治局委员、常委，十六及十七届中央委员会总书记。是第七至十一届全国人大代表，第六届全国政协常委。

## 生平

### 早年生涯
1942年12月21日，胡锦涛出生于江苏省泰縣（今泰州市），父亲本名胡增鈺，後改名胡靜之，其家族在清朝道光年间始安徽绩溪至泰州從事茶葉生意。母亲李文瑞，毕业于南通通州的师范院校，後执教于龙潭小学。两人经人介绍相识在上海結婚。在婚后第二年，胡锦涛出生，后再生育二女，為胡锦蓉和胡锦莱。
在胡錦濤进入学龄后，胡锦涛最初就读于五巷小学，后转入泰州大浦小学。李文瑞注重子女的教育，故胡錦濤兄妹成绩良好，李文瑞于1949年辭世，當時胡锦涛年僅7歲。因父亲忙于打理茶庄生意，分身乏术，胡锦涛兄妹曾短暫由姨媽李文桂抚养，但不久后李文桂也因病過世。自此，胡静之便獨身撫養三人。
在1953年，胡锦涛考入私立泰州中学就读，1956年高中时进入江苏省泰州中学。据其族人回忆，胡锦涛年幼时文静、喜爱读书、性格儒雅随和。他曾在履历表籍贯栏中填过“江蘇省泰州”，但在受到父亲训导后从中学开始就一直填“安徽绩溪”。胡锦涛在绩溪家乡的堂姐胡锦霞回忆：胡锦涛看到她的籍贯填的也是“安徽绩溪”，父亲胡增鈺对他说：“我们老家是安徽绩溪，你长在江苏，祖籍是安徽。”多年后，胡锦涛在一次全国团代会上，他对来自安徽的代表说：“我也是安徽人，我的老家在徽州地区，我是绩溪人”。

### 大学时期
1959年高中毕业时，胡锦涛以优异成绩考入清华大学水利工程系学习。求学期间，他结识了之后的夫人刘永清，他和刘永清当时是水利工程系同年级学生中年龄最小的两位，但刘永清略较他年长。在校期间，胡锦涛成绩优异依旧，除一门功课4分外，其余全是满分5分。
胡锦涛在清华大学期间热衷于舞蹈等活动，曾担任学生文工团舞蹈队团支部书记，并担任水利系政治辅导员。1964年4月加入中国共产党。同年，为庆祝中华人民共和国成立15周年，胡锦涛作为清华大学选派的100名学生参加了大型音乐舞蹈史诗《东方红》。在10月1日当天，胡锦涛又被选入清华大学游行队伍，参加了国庆大游行。之后，胡锦涛把参加《东方红》排练和游行的感受写成一篇文章，题为《上了生动的一课 毛泽东思想的颂歌——工人农民战士学生座谈音乐舞蹈史诗〈东方红〉》，发表在1964年10月6日的《人民日报》上，这便是胡锦涛首次出现于此报。
1965年大学毕业后，胡锦涛被学校留在水利系参加科研工作、任教，并继续担任政治辅导员。文化大革命初期，曾短暂参加温和派红卫兵组织“清华大学井冈山兵团四一四总部”。

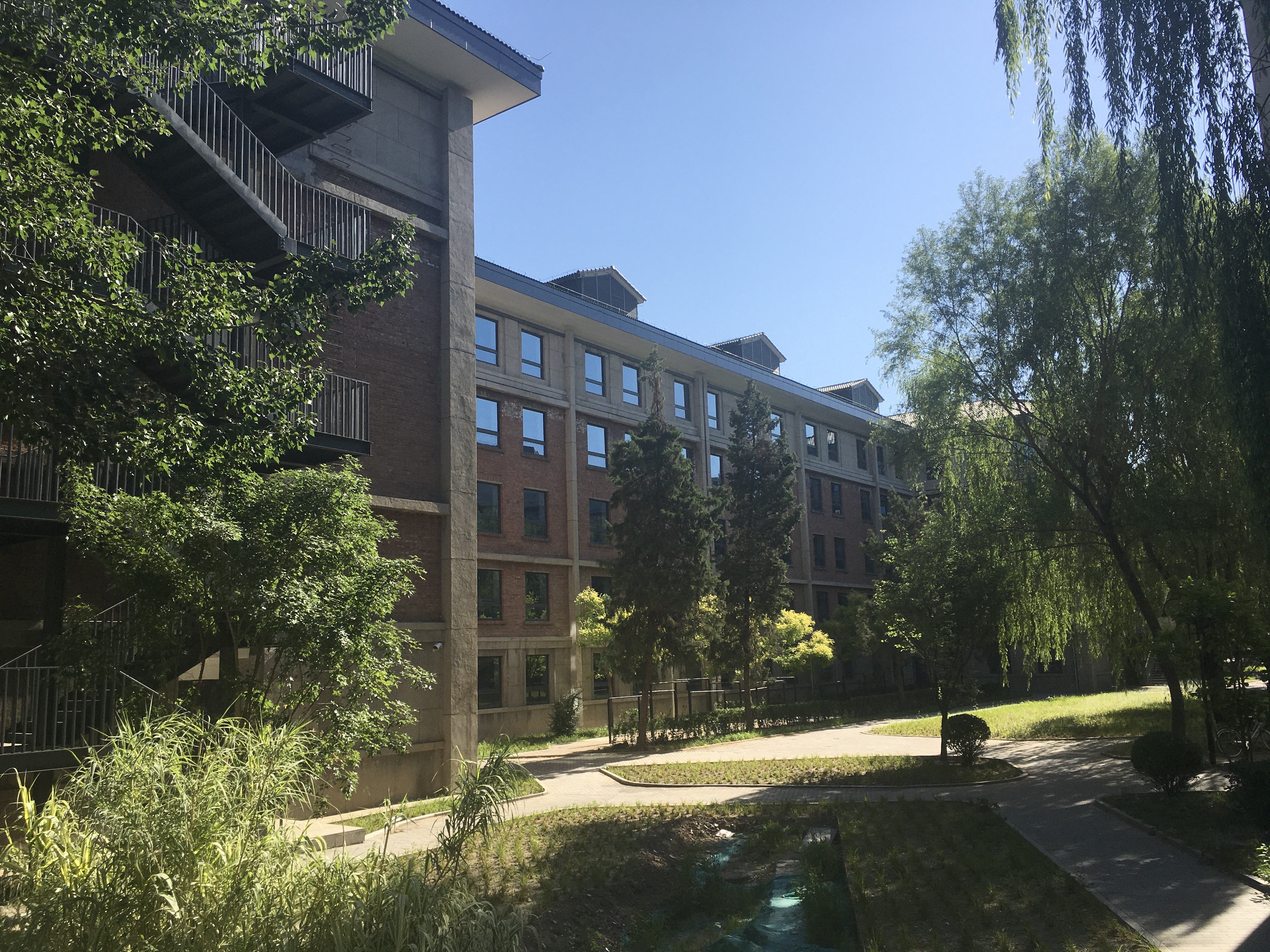
胡錦濤大學时期所居住的清华大学南区宿舍

### 参加工作与步入政坛
1968年，胡锦涛前往位于甘肃的水电部刘家峡工程局房建队，参加工作并劳动。1969年至1974年，在水利部第四工程局八一三分局历任技术员、秘书、机关党（中共）支部副书记。1974年，任甘肃省建设委员会秘书，此后历任甘肃省建委设计管理处副处长、甘肃省建委副主任。
在甘肃期间，胡锦涛也与结识多年的大学同窗刘永清结婚，并相继生育了女儿胡海青和儿子胡海峰。
有消息指胡锦涛在此时受到了时任中共甘肃省委第一书记、后来担任中共中央政治局常委宋平的赏识:81，并把其引荐给了时任中共中央总书记胡耀邦。1981年9月至1982年7月参加第2期中共中央党校一年制中青年干部培训班。1982年9月，胡锦涛进入共青团系统，出任共青团甘肃省委书记，自此走上仕途发展的快车道。仅数月后，便赴京担任共青团中央书记处书记、全国青联主席。1984年，出任共青团中央书记处第一书记，期间曾访问日本，受到礼遇。
在此期间，胡锦涛于1982年在中共十二大上当选为中央候补委员，电视剧《历史转折中的邓小平》对此曾有描述。彼时的胡锦涛未满40岁，非常年轻，此为当时邓小平提倡“干部四化”的体现。

### 主政地方

#### 贵州扶贫与改革
当时中共中央一度考虑胡锦涛出任中央宣传部部长，但考虑到当时中央的团派成员不少，即让时任贵州省委书记的朱厚泽担任此职:93。胡锦涛则受命补缺，于1985年7月出任中共贵州省委书记，首次得以主政一方。贵州省因其自然条件等原因，历来是中国最贫困的省份之一。1986年，贵州的人均生产总值仅为461元人民币，在中国省级行政区中排名倒数第一:93。

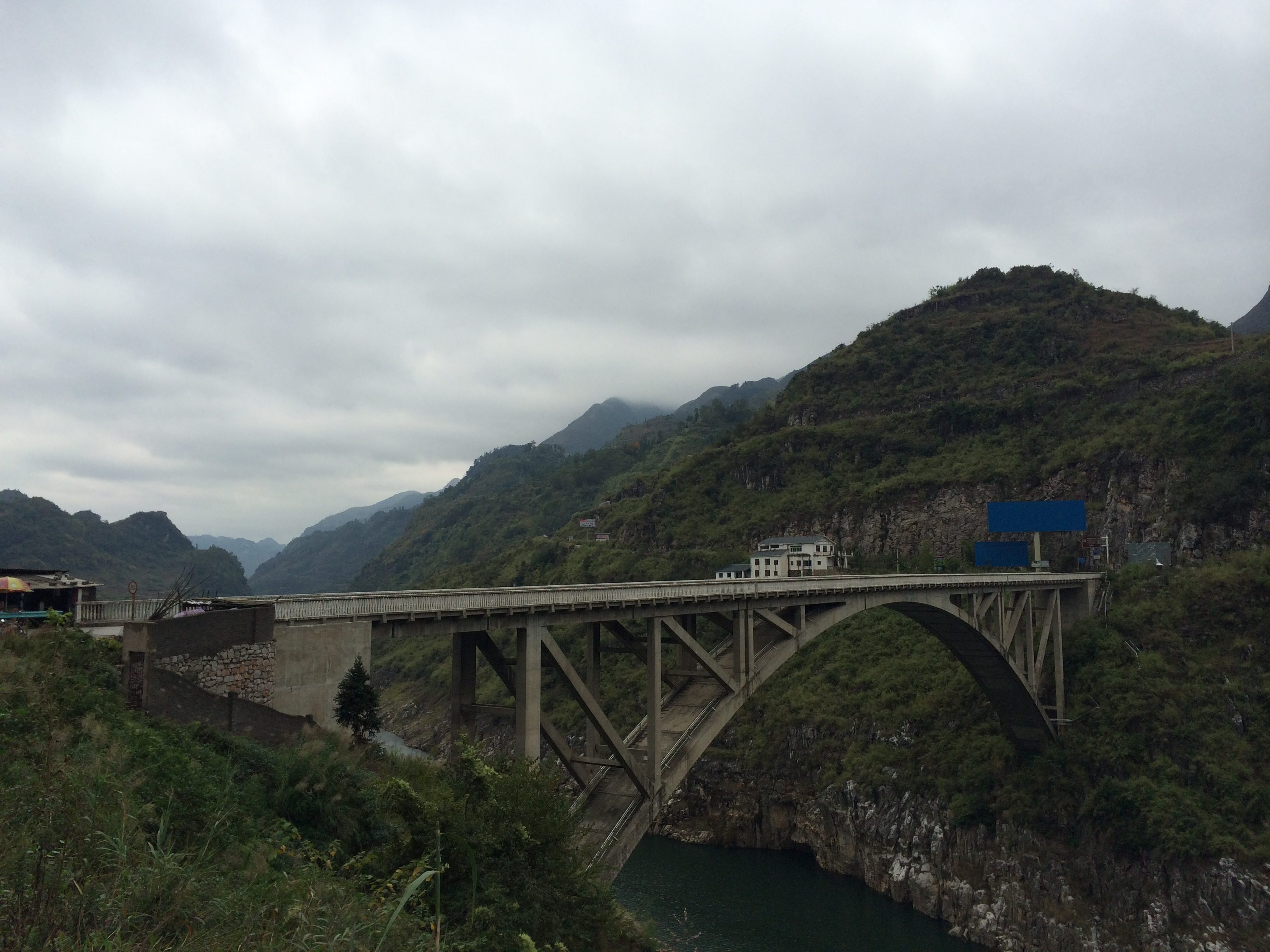
位于崇山峻嶺之中的贵州毕节地区，曾是省里乃至全国最贫困的地区之一

在上任半年后，胡锦涛针对贵州的客观实际及自身的考察所见，提出了“造血”的扶贫做法，即贫困地区不能仅仅依靠救济，还应该发挥充分主动性，自力更生发展经济，才能真正摆脱贫困。在其提议下，贵州省抽调大量干部充实基层，开展了大规模扶贫。针对毕节地区的生态和贫困问题，1988年，胡锦涛推动实施了毕节生态试验区，确定生态建设、扶贫开发、人口控制三大主题，努力探索一条人与自然和谐相处、经济社会可持续发展的道路，并邀请北京的考察小组亲自前往调研。时年6月，国务院正式批准建立“贵州省毕节地区开发扶贫、生态建设试验区”。在此后，毕节地区情况进步明显，从1987至2011年，毕节生产总值增长41倍，财政收入增长90倍，农民人均纯收入增长23倍，城镇化率、森林覆盖率每年增长一个百分点左右，少出生人口150多万，劳务输出人口150多万，转移农村人口180万，减少了绝对贫困人口345万。
胡锦涛还对贵州省开始大规模的机构改革，先后撤消了省人事局、劳动局、统计局、审计局、工商局、物价局等11个部门的中共党组，政府系统逐步建立行政首长负责制，动作大而迅速。
1987年，在中共十三大上，胡锦涛正式当选为中央委员。
1988年10月14日，贵州大学发生进修学员殴打致伤本校学生事件，后来又演变发展成数千名学生上街游行示威的群体事件。面对事态，胡锦涛连夜召开会议，與示威大學生進行商討並進行協調，最终化解这一事件:88。

#### 西藏维稳
由于时任中共西藏自治区党委书记的伍精华处置当地事务的能力有限，且因劳累过重而连续病倒:94。1989年1月，中共中央决定由胡锦涛接替伍精华出任西藏自治区党委书记，胡锦涛也成为首位没有军队背景的西藏自治区党委书记。
胡锦涛在西藏所面临的局面远比其在贵州时复杂。在其上任不久后，第十世班禅额尔德尼在1989年1月28日因为突发心肌梗死圓寂于日喀则，享年51岁。虽然中央派人与胡锦涛一道在班禅病重时曾尽力组织抢救、走访藏傳佛教界上层人士，并为班禅举办了隆重的葬礼，但安抚社会的力度仍然有限。此后，在一系列流言和情绪的扩散下，要求西藏独立的人士开始举行示威，并爆发一系列骚乱，局势异常紧张。有关胡锦涛在拉萨骚乱期间的相关记载仍然较少，根据《胡锦涛文选》记载，1989年3月8日，中央政府宣布拉萨戒严，胡锦涛领导下的中共西藏党委迅速响应，果断处置了骚乱，迅速恢复了社会秩序，戒严直至1990年5月1日解除。此事据称使得邓小平等中共高层认为胡行事果断，对党和国家忠诚，使胡进一步得到赏识肯定，为其几年后的高升奠定了基础。1990年4月30日，胡锦涛发表讲话，将平息拉萨骚乱定性为西藏反分裂斗争的重大胜利，并指出境内外分裂势力、达赖、台独等分裂主义分子仍然是西藏社会的隐患。而有关胡錦濤在骚乱期间身着军装出现在拉萨街头等轶事，因无具体证据支持，仍仅流于传言。
而在具体的工作中，胡锦涛延续了其在贵州期间的作风，主张维护班子团结，发展经济和治理贫困。据时任西藏自治区党委副书记、自治区政协主席的热地回忆：胡锦涛曾对他说要多换思想，少换人。他在西藏仍然保持广泛开展调查研究和集体商讨的习惯，将周围的同事和西藏干部队伍的凝聚力提升了许多。

### 进入中央
1992年初，胡锦涛返回北京，起初曾在中共中央组织部工作，参与中共十四大的筹备工作。意外的是，为了响应当时国家干部年轻化的举措，经中央政治局常委宋平推荐及邓力群提名，1992年10月19日，时年49岁的胡锦涛在中共十四届一中全会上越级当选为中共中央政治局常委（排名第七）、中共中央书记处书记（负责常务工作），进入中国最高领导层，成为正国级领导人。当时，胡锦涛的实际年龄还不到50岁，相较于其他6位政治局常委的平均年龄足足小了16岁左右，也因此总书记江泽民在媒体见面会上称呼他为“年轻人”。这样的年龄和安排，若非有着未来布局等等的特殊考虑，是几乎不可能实现的，所以外界普遍认为自此邓小平为江泽民安排了接班人。后来的总书记习近平和总理朱镕基、李克强也有越级直接当选为中央政治局常委的经历。同年11月，胡锦涛不再兼任西藏自治区党委书记职务。
1993年2月，胡锦涛接替乔石，任中共中央党校校长，在此期间，胡锦涛主要分管党务和组织等工作。1997年3月，邓小平逝世后，在中共中央书记处书记胡锦涛、丁关根、温家宝、尉健行陪护下，邓小平的骨灰撒入大海。1997年9月19日，54岁的胡锦涛在中共十五届一中全会上继续当选为中共中央政治局常委和中央书记处书记，党内排名由第七上升为第五。1998年3月，胡锦涛在九届全国人大一次会议上接替荣毅仁出任中华人民共和国副主席。1999年9月，胡锦涛在中共十五届四中全会上被增补为中共中央军委副主席，并在1999年10月召开的九届全国人大常委会第十二次会议上被增补为国家中央军委副主席，成为江泽民名副其实的接班人，为接下来的权力交接而做准备。除此之外，胡锦涛还兼任过中央关于军队武警部队政法机关不再从事经商活动工作领导小组组长、国家反恐怖工作协调小组组长等职务，其业务领域也逐渐由党务向军事、外交拓展。1999年5月9日，胡锦涛以国家副主席身份就中国驻南联盟大使馆被炸一事发表了电视讲话，阐述中国政府态度，并肯定各地的集会游行。

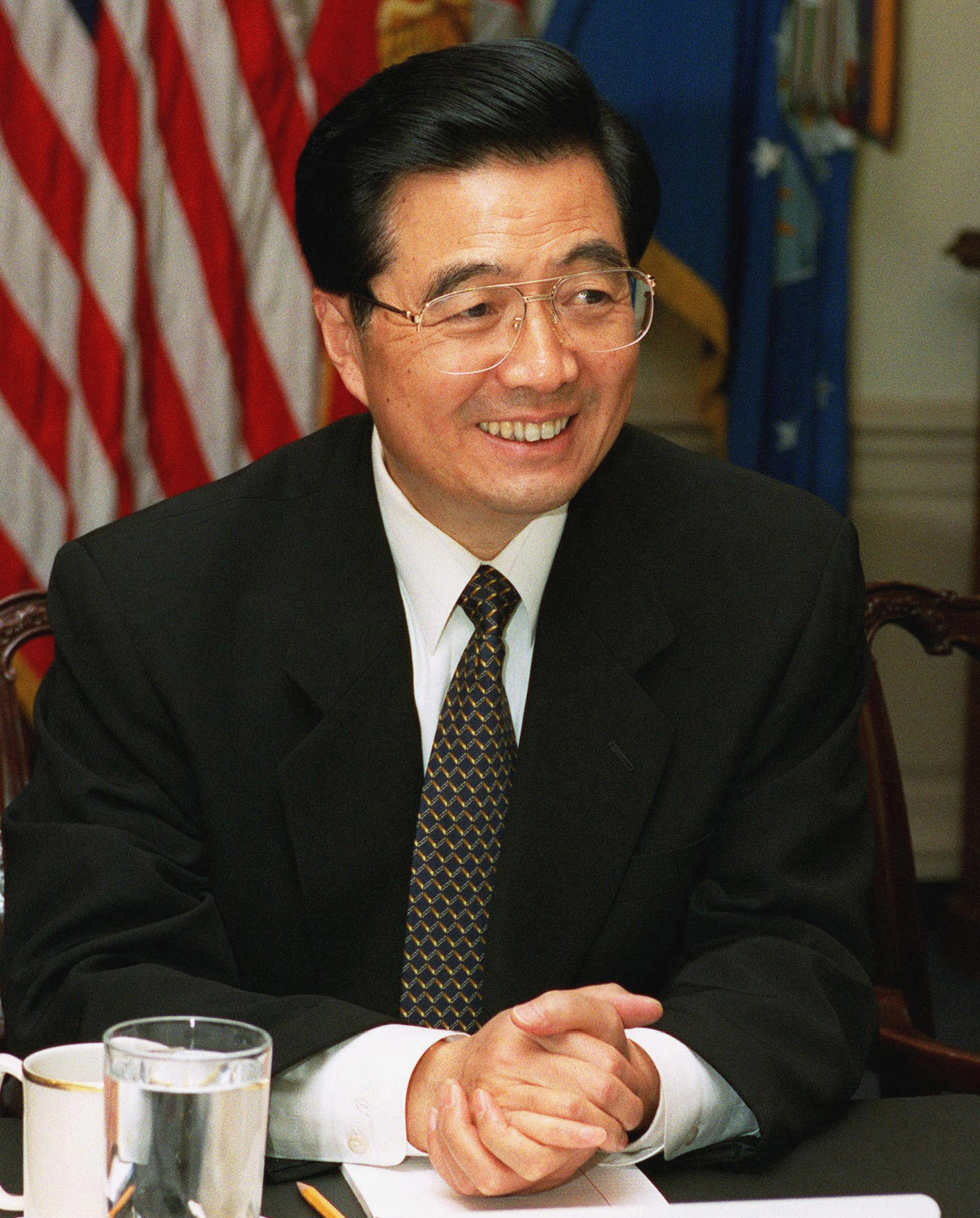
2002年5月，时任中国国家副主席的胡锦涛在美国五角大楼。

### 最高领导人生涯

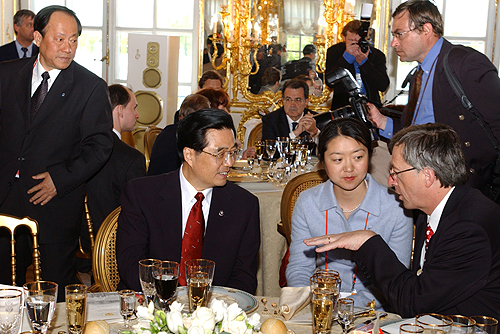
2003年5月，胡锦涛与卢森堡首相容克（右一）在俄罗斯圣彼得堡交谈。

2002年11月15日，59岁的胡锦涛在中共十六届一中全会上接替江泽民当选中共中央总书记，成为中国共产党的最高领导人，但当时江泽民留任中共中央军委主席及国家军委主席。2003年3月，在第十届全国人民代表大会第一次会议上当选第六届中华人民共和国主席。2004年和2005年在中共十六届四中全会和第十届全国人大第三次会议上分別当选中共中央军委主席和国家军委主席。2007年10月在中共十七届一中全会上连任中央委员会总书记和中央军事委员会主席，2008年3月在第十一屆全国人民代表大会上连任国家主席及中央军委主席。

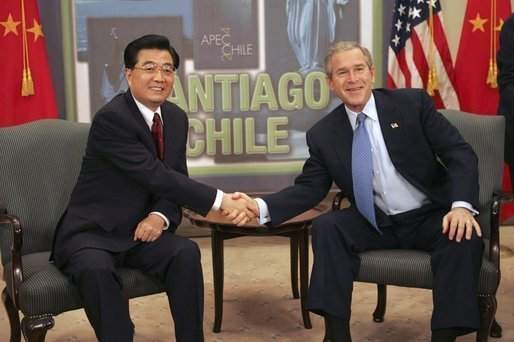
2004年11月，胡锦涛在智利圣地亚哥会见美国总统小布什。

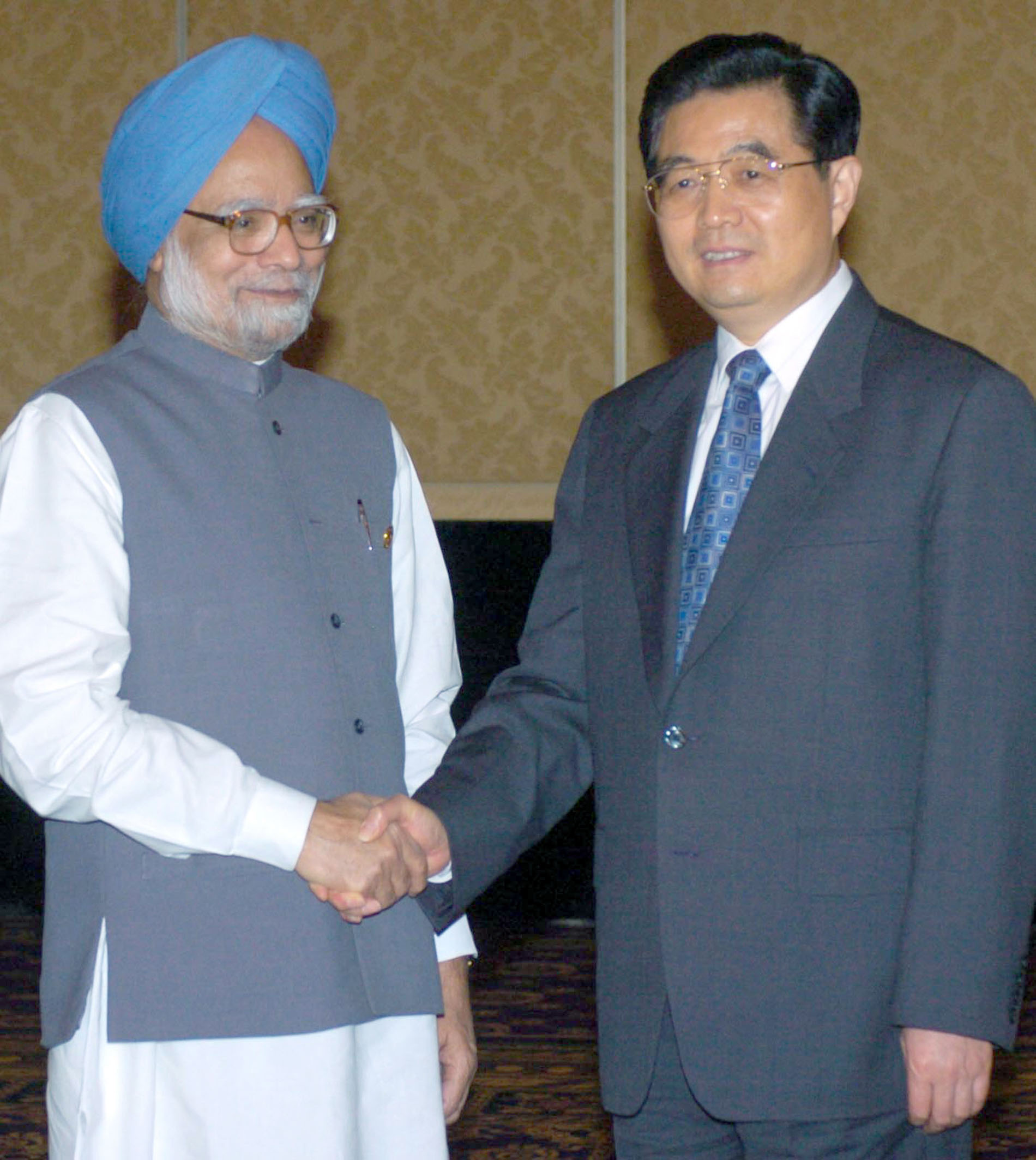
2005年4月，胡锦涛在印度尼西亚雅加达会见印度总理辛格。

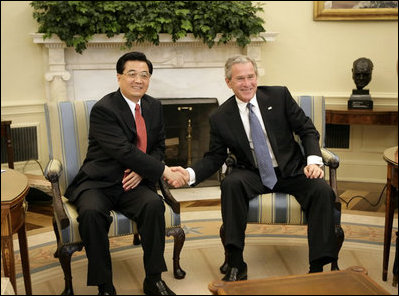
2006年4月，胡锦涛与美国总统小布什在华盛顿白宫。

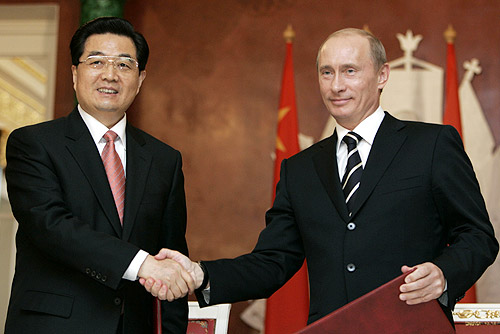
2007年3月，胡锦涛在莫斯科会见俄罗斯总统普京。

胡锦涛在上任后的首次中共中央政治局常委会议强调“宪法的不可侵犯性”。中国政府也首次发布了关于中国社会动荡的数据，并赞同人民有知情权。在2003年非典疫情中胡锦涛政府行动果断，及时免去了卫生部部长张文康和北京市市长孟学农的官职。以平民领导人的姿态受到了人们的称赞。在经济方面，取消了农民农业税，对民工采取更宽松的政策，率先扶持内陆城市，实施基本医保制度，增加城市地区的最低工资金额，建设经济适用房项目。

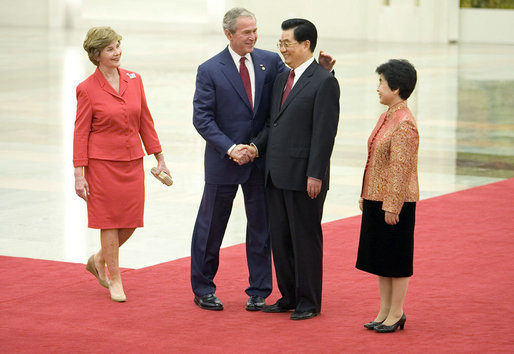
2008年8月，胡锦涛夫妇与美国总统小布什夫妇在北京奥运会开幕式欢迎宴会上。

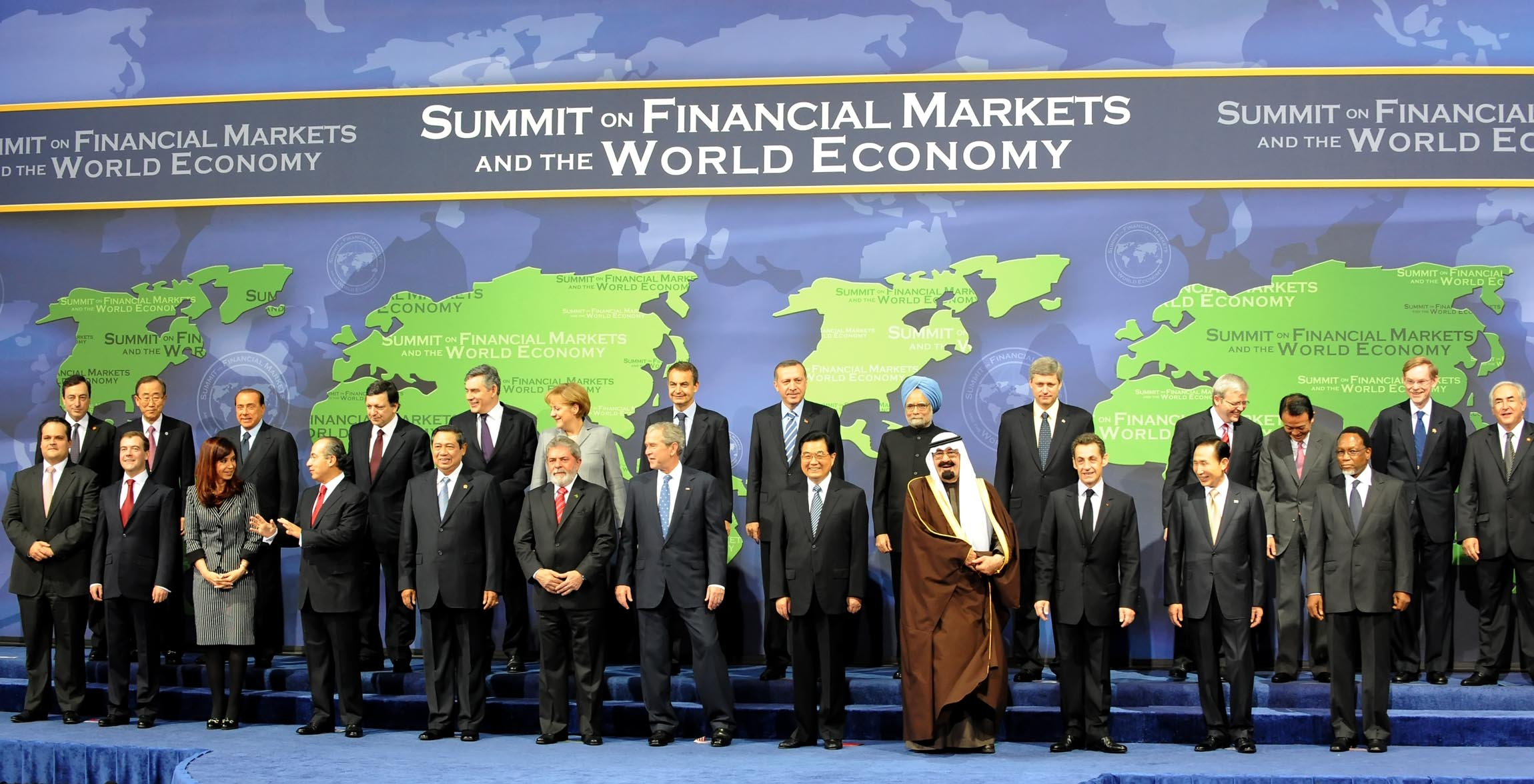
2008年11月，胡锦涛在美国华盛顿与出席世界经济与金融市场峰会的各国领导人合影。

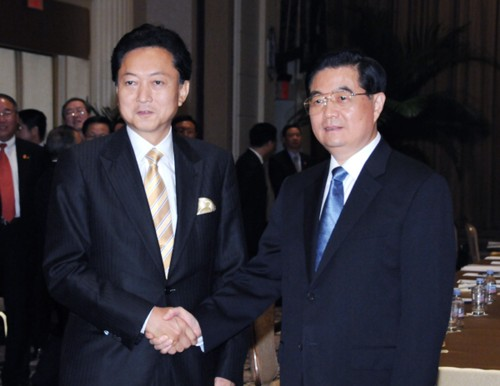
2009年9月，胡锦涛在美国纽约会见日本首相鸠山由纪夫。

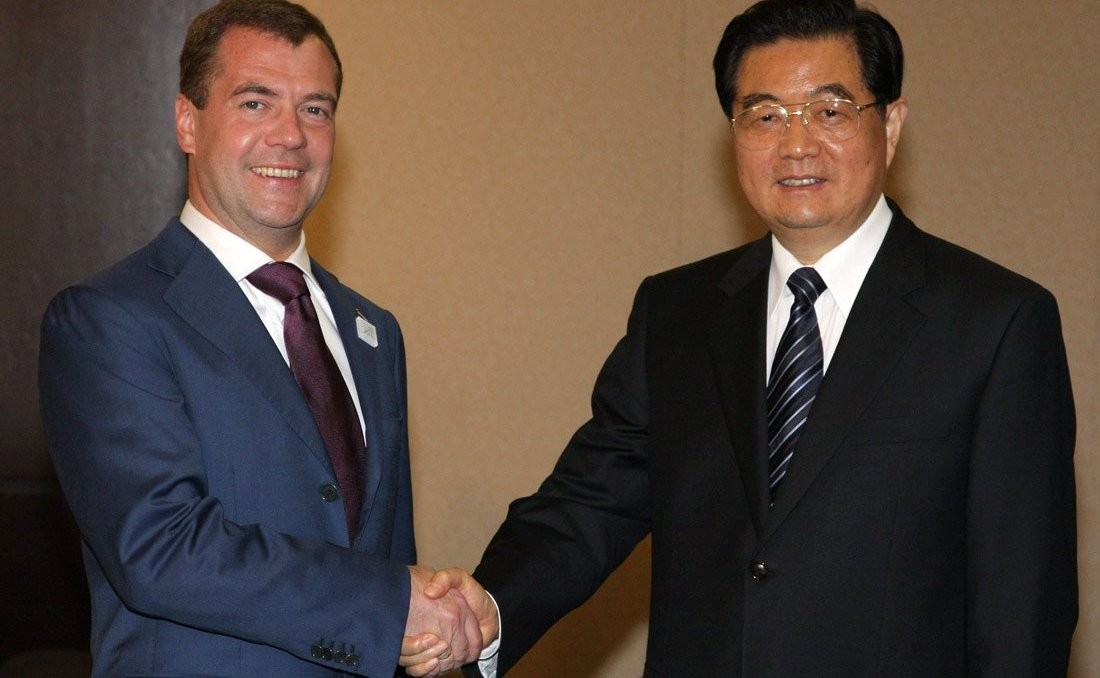
2010年6月，胡锦涛在加拿大多伦多会见俄罗斯总统梅德韦杰夫。

#### 经济政策与重大项目
胡锦涛的任期横跨中国国家第十、十一和十二个五年计划，其领导的中国当局注重社会经济的平衡和中国内陆地区资源的合理配置。在其任内，中国经济整体呈现出“国进民退”的趋势。在民航、钢铁、汽车、房地产等领域，一些国有大型企业靠政府政策倾斜及直接注资，大规模吞并民营企业。2008-2009年间，政府为抵御金融危机推出了扩大内需十项措施，但巨额的投资大部分流向地方政府和国企，使得民营企业在危机中受到市场和国企的双重夹击。胡锦涛任内中国的重大项目建设取得明显进展，三峡工程、青藏铁路、首条高速铁路（武广高铁）等重大工程均在胡任内竣工。国防科技事业也有所突破，首次实现载人航天飞行，神舟五、六、七、八、九号载人航天飞船均实现成功发射与着陆。嫦娥、天宫等航天工程也陆续将其飞船发射升空。

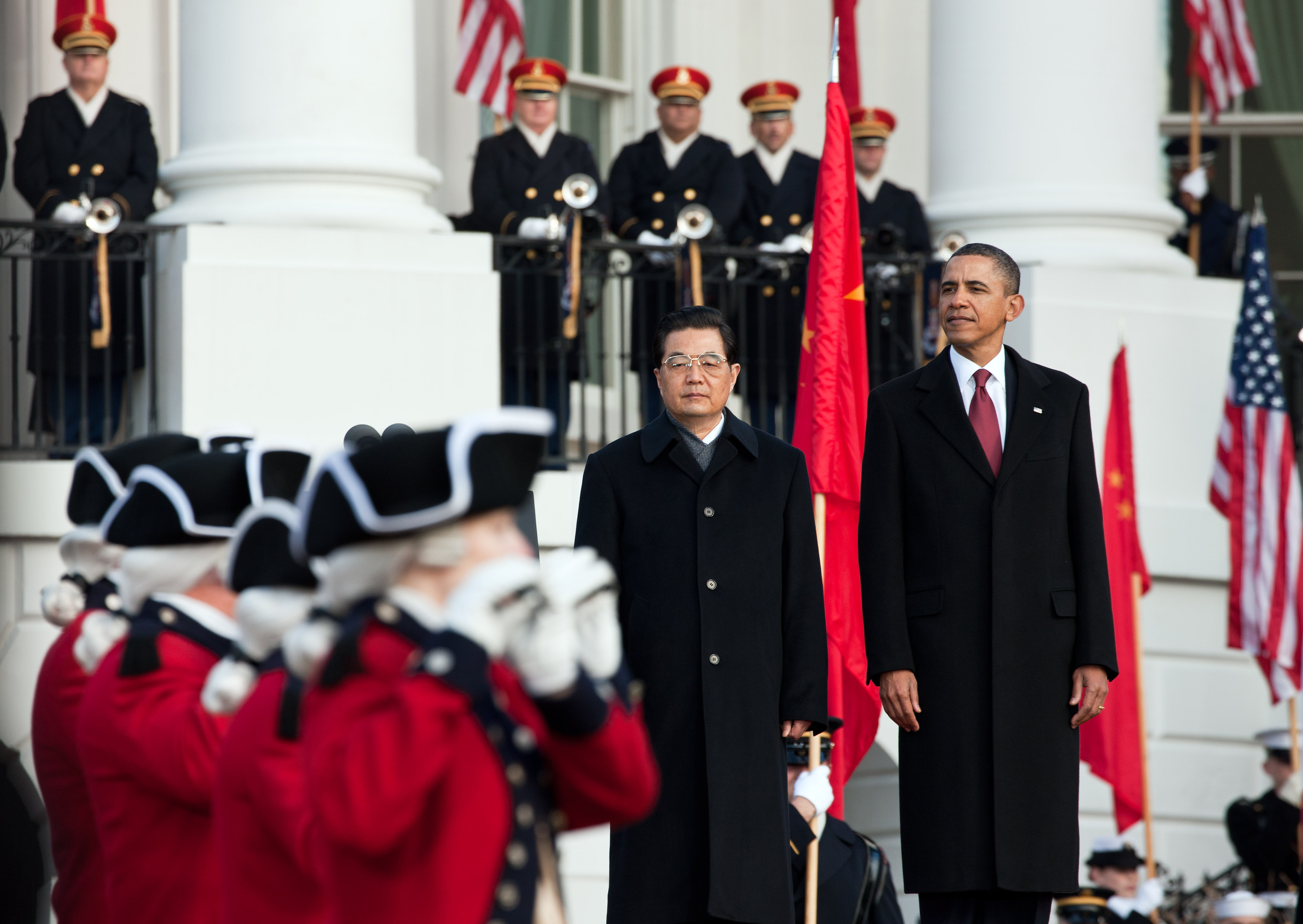
2011年1月，胡锦涛与美国总统奥巴马在华盛顿白宫。

#### 民族政策
胡锦涛任内西藏和新疆均发生过大型的骚乱和暴力犯罪事件，也因此触发了更为严格的管控。2009年9月29日，国务院第五次全国民族团结进步表彰大会在北京举行。胡锦涛以党和国家领导人的身份发表了针对民族问题的讲话。

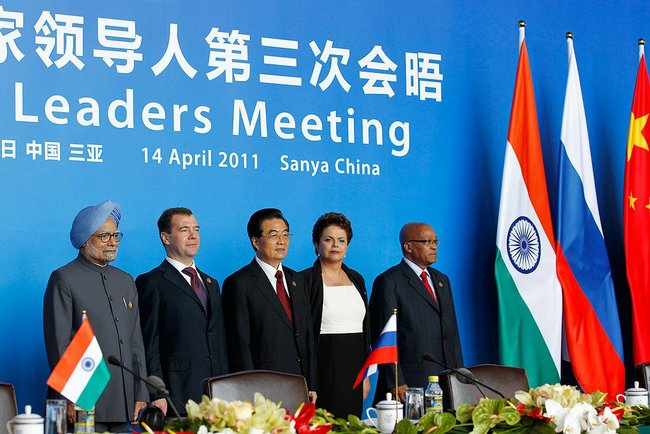
2011年4月，胡锦涛和金砖国家领导人在博鳌亚洲论坛上合影。

#### 两岸关系
执政期间的2005年3月14日，全国人民代表大会投票通过了《反分裂国家法》，被认为是从法理上维护了国家统一和领土完整。2005年，时任中国国民党主席连战访问大陆，胡锦涛与其见面并会谈，这是60年来国共领导人的首次会晤。同月，亲民党主席宋楚瑜也访问大陆，胡锦涛以同等礼遇接待。

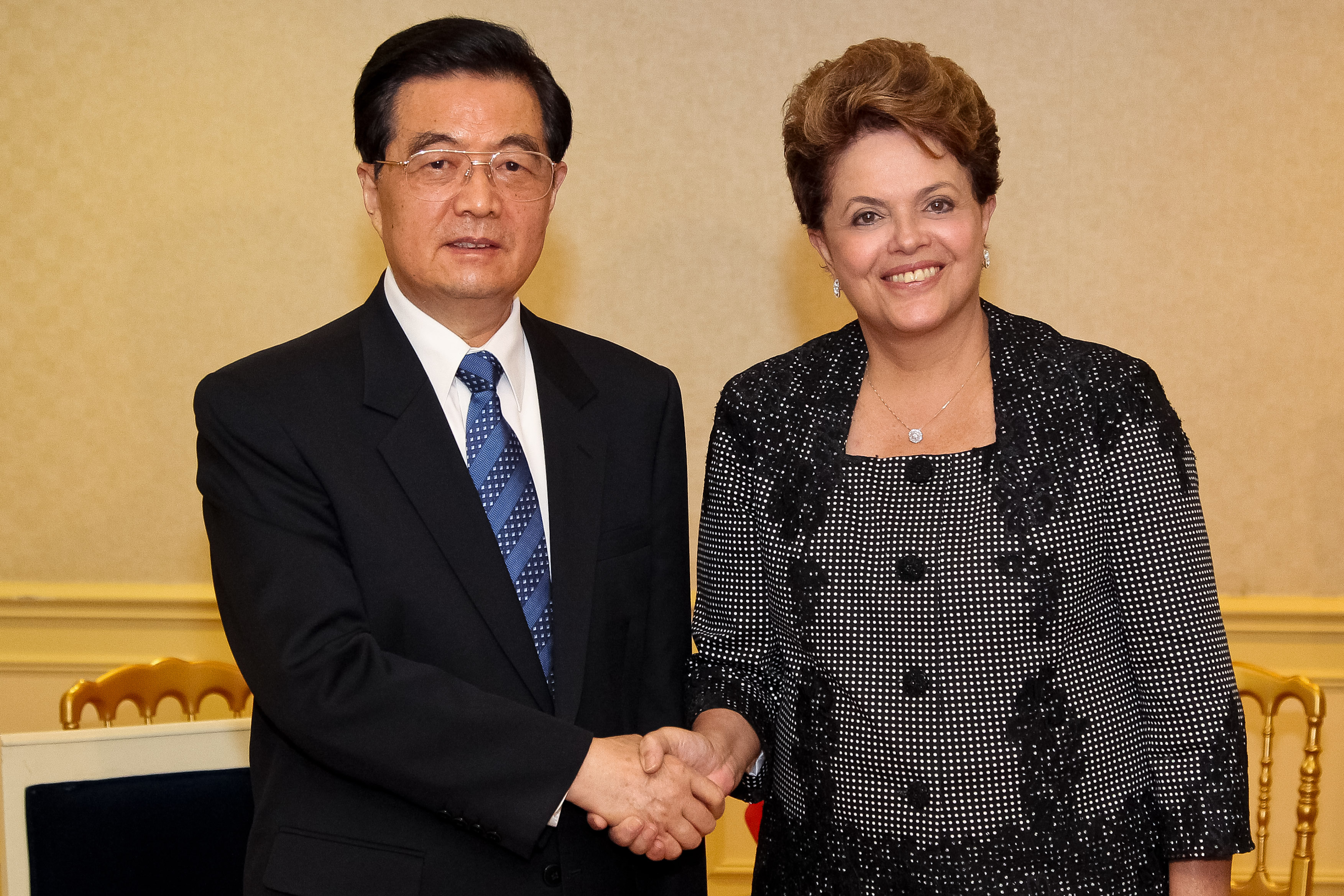
2011年11月，胡锦涛与巴西总统罗塞芙在法国戛纳会面。

2003年，在其上任中共中央总书记之际，两岸首次开通春节台商直航包机。2008年，国民党在台湾重新执政后，两岸政策取得一系列实质性进展。在原有的“小三通”基础上，两岸开通了周末直航包机，并于2009年起将包机改为定期班机。2008年6月，海协会与海基会在北京共同签署《海峡两岸关于大陆居民赴台湾旅游协议》，并于同年7月开放中国大陆居民赴台团队游。2011年起，开放部分城市居民的赴台个人游。

#### 党务政策与指导思想
继毛泽东思想、邓小平理论、江泽民提出的三个代表之后，胡锦涛提出包括科学发展观、社会主义荣辱观、和谐社会等理论，其中科学发展观已在中共十七大上被写入中国共产党章程，在中共十八大上，科学发展观更被列为党的重要“指导思想”之一。2018年3月「科學發展觀」寫入中華人民共和國憲法。2008年1月15日，胡锦涛在中共十七届中央纪委第二次全体会议上发表讲话，聲稱今后会把反腐败工作的成效看作是取信于民的重要指标，这是中国进入转型发展近30年来第一次明确提出来的关于反腐败目标的看法。执政期间，社会问题越来越尖锐，收入差距也不断扩大。
在胡锦涛任总书记期间，有两位中共中央政治局委员级别的官员被处理。2006年9月，原中共上海市委书记、上海市长陈良宇被免去职务并接受调查。2012年3月，原中共重庆市委书记、中华人民共和国商务部部长薄熙来被免去职务并接受调查。

#### 外交政策
胡锦涛执政的大部分时期中国与主要的外交关系国间总体相处平稳，没有相对大的波动。胡锦涛推行睦邻友好政策，主张全方位外交，重视对东南亚的中国周边邻国改善关系。中美、中日、中俄、中欧间的关系也大比较平稳。

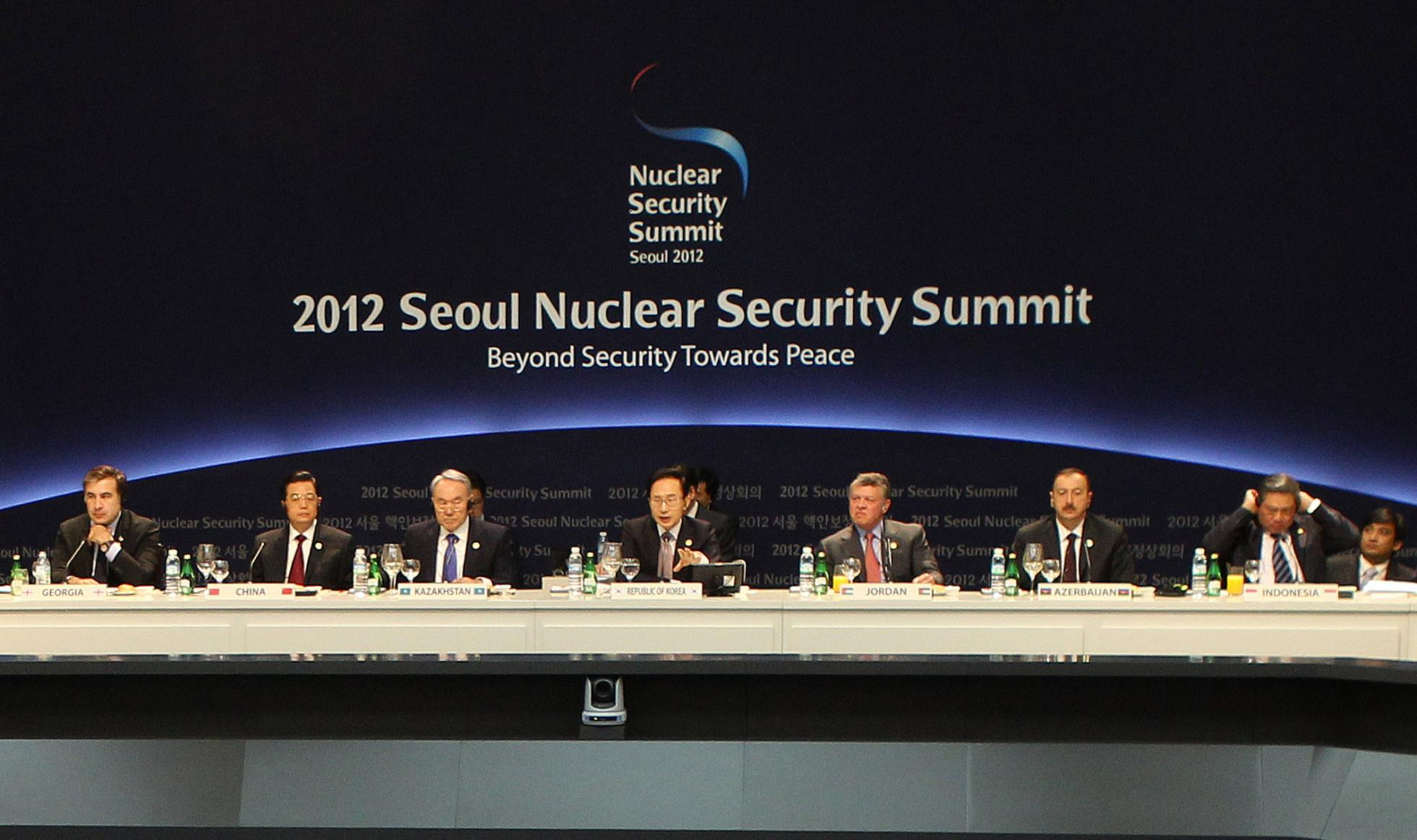
2012年3月，胡锦涛（左二）在韩国首尔出席核安全峰会。

2010年后，中日关系遭遇一系列波动，当年日本曾扣押中国渔船船长，引发外交争端。2012年，针对日本政府“购买”钓鱼岛，中国采取了一系列反制措施；在南海问题上，中国适时妥善应对，同时积极推动与东盟国家开展海上对话与合作，切实地维护了地区稳定。胡锦涛表示：「在钓鱼岛问题上，中方立场是一贯的、明确的。日方采取任何方式‘购岛’都是非法的、无效的，中方坚决反对。中国政府在维护领土主权问题上立场坚定不移。日方必须充分认识事态的严重性，不要作出错误的决定，同中方一道，维护中日关系发展大局。」。

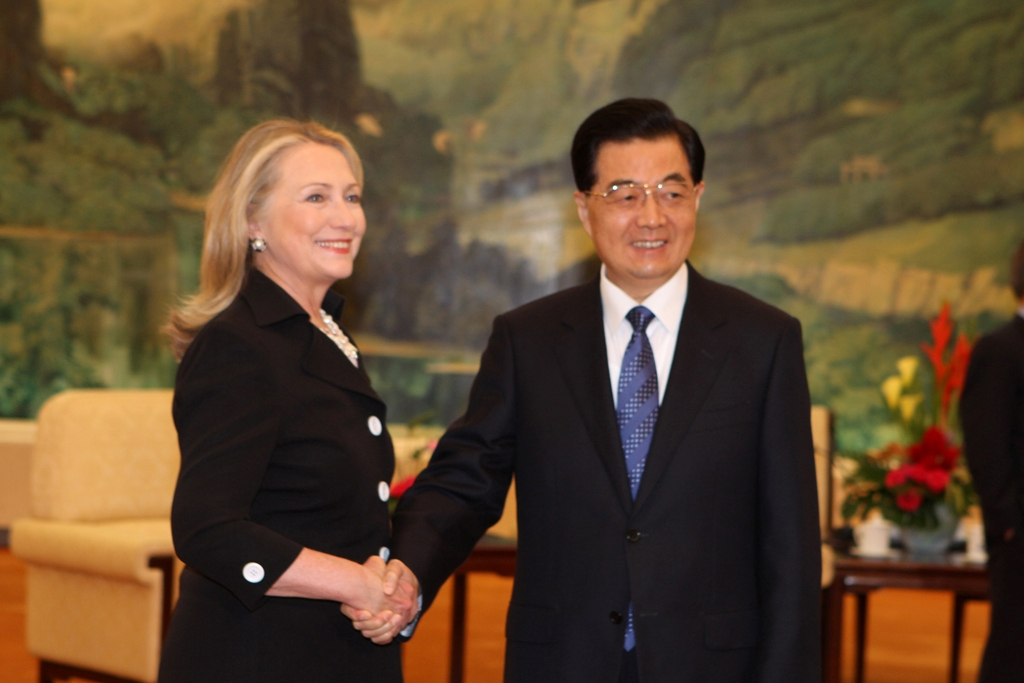
2012年9月，胡锦涛在北京会见美国国务卿希拉里·克林顿。

#### 任内期间的重大事件

##### 自然灾害及疫情
胡锦涛上任後所面對的第一個重大挑戰就是非典型肺炎疫情，其于2002年11月開始在中國廣東省蔓延，但是當地政府沒有及時公佈疫情，雖然當時曾經出現過短暫的恐慌，官方媒體卻鮮有報道。事件直到次年2月才擴大，當時該病蔓延到香港、東南亞及北美等地，越來越多媒體開始懷疑廣東、北京等中國內地城市的疫情比官方報道的要嚴重，但是中國官方開始時不願承認。2003年4月（兩會結束後），由於蔣彥永醫生公開披露疫情，中國政府改變先前的做法，公開承認SARS確實在中國大陸多個省市造成嚴重危害，胡錦濤並將隱瞞疫情的衛生部長張文康和剛剛上任的北京市長孟學農撤職，然後積極在全國範圍展開疫情防治工作，每天向世界衛生組織通報疫情。新領導層的做法得到國際媒體的普遍好評。中國政府也允許世衛專家進入中國瞭解疫情，這也是史無前例的。

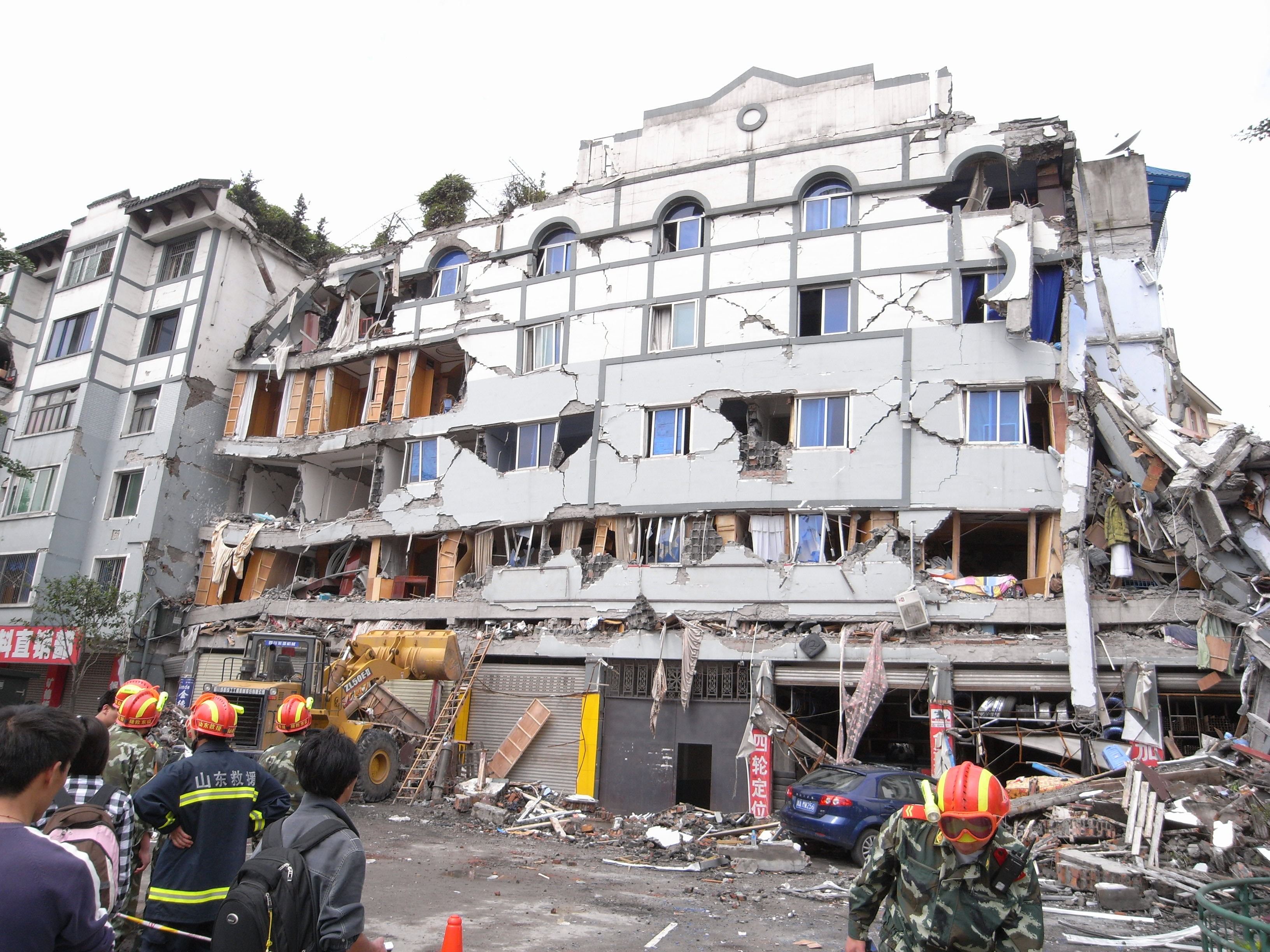
四川汶川大地震（2008年5月12日）

2008年5月12日14时28分04秒，四川省汶川县发生里氏震级8.0级地震。是中华人民共和国成立以来破坏力最大的地震，也是唐山大地震后伤亡最惨重的一次。直接严重受灾地区达10万平方公里，共遇难69,227到300,000人，受伤374,643人，失踪17,923人，直接经济损失达8,452亿元。地震造成四川、甘肃、陕西等省的灾区直接经济损失共8,451亿元人民币，灾区的卫生、住房、校舍、通讯、交通、治安、地貌、水利、生态、少数民族文化等方面受到严重破坏。地震灾情引起民间强烈回响，全中国以至全球纷纷捐款援助，累积金额超过500亿元人民币。中国军队调动了和平时代以来规模最庞大的队伍进行救灾，中国民间的大批志愿者和来自中国各地以及世界各国的专业人道救援队伍也加入救灾。灾后的头七，中国政府首次对公众设立了全国哀悼日。震后中国政府采取“一省帮一县”的原则，用三年时间进行地震灾区的重建工作，计划在2010年基本实现目标。2012年初，时任四川省长蒋巨峰宣布重建完成。
2007年以来，中国境内的暴恐事件明显增多。新疆维吾尔自治区发生多次发生恐怖的袭警、爆炸案件，包括2008年的喀什袭击事件、库车爆炸案和2011年的和田7·18严重暴力恐怖事件、喀什暴力恐怖袭击事件。此外，也发生针对民航班机的恐怖事件，如南航班机三·七爆炸未遂案（2008年）和天津航空7554号班机劫机事件（2012年）。大多恐怖事件发生在中国大型活动（如2008年北京奥运会）举办前期，在国内外造成巨大反响，如2008年昆明公交车爆炸案和在新疆发生的数起事件。
除此之外，胡锦涛时期中国还处置过2005年禽流感疫情、2008年南方特大雪灾、2009年甲型H1N1流感疫情、2010年青海玉树特大地震、2010年南方及北方特大洪灾、2010年甘肃舟曲特大泥石流、2011年甬温线重大动车事故等公共事件。

##### 大型活动
胡锦涛时期中国举办的两次最大的活动为2008年北京奥运会和2010年上海世博会，两次活动均取得巨大成功、圆满落幕。2009年，中国举办了建国60周年大型阅兵式，胡锦涛亲自上阵阅兵。此外，还有2010年广州亚运会等大型活动也在胡锦涛的任内得以成功举办。

### 卸任及退休后
根据中国政府確立的领导人最多连任两届的原则，69岁的胡锦涛在2012年11月召开的中共十八大选出新一届中央委员会后，卸任中共中央总书记和中共中央军委主席的职务，由习近平接任。胡锦涛成为中華人民共和國成立后，首位一次交出所有权力的非终身制最高领导人。
2012年12月，胡錦濤以国家主席身份相继前往故乡江苏泰州及曾工作过的贵州视察。
在2013年3月召开的十二届全国人大第一次会议上，胡锦涛卸任国家主席和国家军委主席的职务，同样由习近平接任。胡锦涛自此正式退休，结束了其四十余年的政治生涯和二十余年的最高层生涯。习近平对其表示高度赞赏，称赞其主动离开领导岗位体现了崇高品德和高风亮节。
退休后的胡锦涛较少出现在公开场合，偶有出行到各地巡游，但党和国家的大型活动仍会参加或露面。在重要人物逝世后，也能看到其出席致哀或送花圈，如万里、乔石、倪志福、布赫、王光英、司马义·艾买提、陈锦华、赵南起、钱其琛、万国权、张震、刘复之、李克强、吴邦国等人的遗体告别仪式。
2014年9月，胡锦涛出席了庆祝中华人民共和国成立65周年招待会。
2015年5月，胡錦濤前往汶川地震最为严重灾区之一的北川縣游览视察。
2015年9月，胡锦涛出席了纪念中国人民抗日战争暨世界反法西斯战争胜利70周年大会。
2017年10月，胡锦涛出席了中国共产党第十九次全国代表大会。
2019年10月，胡锦涛出席观看了庆祝中华人民共和国成立70周年大会。
2021年7月，胡锦涛出席了庆祝中国共产党成立100周年大会。
2022年10月，胡锦涛出席了中国共产党第二十次全国代表大会。10月22日，大会在闭门会议中选举产生新一届中央委员会后简短休会并对记者开放，之后将对一系列草案以及党章修改案进行举手表决。在此休会期间，胡锦涛被中共中央办公厅副主任孔绍逊和另一位工作人员带离会场，由于胡锦涛所属的团派势力在中共二十大彻底出局，引发大陆境外媒体的高度关注及解读。
2022年12月，胡锦涛前往中国人民解放军总医院告别室为已故前领导人江泽民送别，但缺席了翌日举行的追悼大会。

## 评价

### 正面
2012年6月5日，人民日報海外版以《黃金十年強國路》為題，稱過去的十年，是“黃金發展期，矛盾凸顯期”。文章還將胡溫執政的十年定調為“光榮綻放的十年”、“多難興邦的十年”、“人字大寫的十年”。
習近平剛上任中共中央總書記時表示，以胡錦濤同志為總書記的黨中央，團結帶領全國各族人民，取得了舉世矚目的輝煌成就。為了黨和人民事業的繼往開來，胡錦濤同志，以及吳邦國、溫家寶、賈慶林、李長春、賀國強、周永康等同志，帶頭退出黨中央領導崗位，體現了崇高品德和高風亮節。
美国第43任总统小布什在个人自传《抉择时刻》评价世界各主要国家领导人时写到“他处事冷静、思维敏捷”、“是一位专注国家内部事务的实干家”
2021年11月11日，中共十九届六中全会通过《中共中央关于党的百年奋斗重大成就和历史经验的决议》，其中提到：“党的十六大以后，以胡锦涛同志为主要代表的中国共产党人，团结带领全党全国各族人民，在全面建设小康社会进程中推进实践创新、理论创新、制度创新，深刻认识和回答了新形势下实现什么样的发展、怎样发展等重大问题，形成了科学发展观，抓住重要战略机遇期，聚精会神搞建设，一心一意谋发展，强调坚持以人为本、全面协调可持续发展，着力保障和改善民生，促进社会公平正义，推进党的执政能力建设和先进性建设，成功在新形势下坚持和发展了中国特色社会主义。」
2014年，时任台北市长柯文哲接受專訪時称，美國是個偉大國家，因為華盛頓總統當了兩任後就回家種田，但中國一直沒有類似的典型人物，「直到最近有一個，那個人叫胡錦濤」。他並稱自己雖不知事情的真相，但表面上看起來實在很了不起。他稱胡是中國歷史上第一個，幹了十年國家主席就回家，現在不見了的人物。

### 负面
美国杂志《大观》认为以胡锦涛为首的中国领导层控制舆论与强行镇压被中国官方所认定的邪教组织，在其2005年的十大独裁者排名栏目中，将胡列第四名，2006年降至第六，其后数年均名列十名内。無國界記者指責胡錦濤以「和諧社會」為藉口阻止中國出現自由媒體，把胡錦濤列入「新聞自由掠奪者」名單。2012年，「無國界記者」报道，胡錦濤下令囚禁68名網民和30名記者，是囚禁新聞自由捍衛者最多的領導人之一。
2022年10月25日，新华社受权发布的中共二十大报告全文中，有一段话先是肯定“十年前（即在胡锦涛执政期结束时）党的建设新的伟大工程取得显著成效”，但又批评了“一系列长期积累及新出现的突出矛盾和问题”：
|          | 十年前，我们面对的形势是，改革开放和社会主义现代化建设取得巨大成就，党的建设新的伟大工程取得显著成效，为我们继续前进奠定了坚实基础、创造了良好条件、提供了重要保障，同时一系列长期积累及新出现的突出矛盾和问题亟待解决。党内存在不少对坚持党的领导认识模糊、行动乏力问题，存在不少落实党的领导弱化、虚化、淡化问题，有些党员、干部政治信仰发生动摇，一些地方和部门形式主义、官僚主义、享乐主义和奢靡之风屡禁不止，特权思想和特权现象较为严重，一些贪腐问题触目惊心；经济结构性体制性矛盾突出，发展不平衡、不协调、不可持续，传统发展模式难以为继，一些深层次体制机制问题和利益固化藩篱日益显现；一些人对中国特色社会主义政治制度自信不足，有法不依、执法不严等问题严重存在；拜金主义、享乐主义、极端个人主义和历史虚无主义等错误思潮不时出现，网络舆论乱象丛生，严重影响人们思想和社会舆论环境；民生保障存在不少薄弱环节；资源环境约束趋紧、环境污染等问题突出；维护国家安全制度不完善、应对各种重大风险能力不强，国防和军队现代化存在不少短板弱项；香港、澳门落实“一国两制”的体制机制不健全；国家安全受到严峻挑战，等等。当时，党内和社会上不少人对党和国家前途忧心忡忡。 |
| ——习近平 | |

## 著作

### 代表作
- 《树立和落实科学发展观》，2003年10月14日，在中共十六届三中全会上
- 《构建社会主义和谐社会》，2005年2月19日
- 《高举中国特色社会主义伟大旗帜，为夺取全面建设小康社会新胜利而奋斗》2007年10月15日在中共十七大报告。
- 《论加快经济发展方式转变》，2010年2月3日
- 《论加强和创新社会管理》，2011年2月19日
- 《坚定不移沿着中国特色社会主义道路前进，为全面建成小康社会而奋斗》2012年11月8日在中共十八大报告。

### 文集
- 《论构建社会主义和谐社会》，2013年4月中央文献出版社，精选2003年7月28日-2012年11月胡锦涛论述构建社会主义和谐社会的重要文稿40篇。
- 《胡锦涛文选》，三卷本，2016年9月人民出版社出版[57]，收录了胡锦涛于1988年6月至2012年11月这段时间内具有代表性、独创性的重要著作，共有报告、讲话、谈话、文章、信件、批示等242篇。
  - 第一卷，1988年6月8日-2002年9月2日，74篇，在贵州西藏工作和十四至十五届中共中央期间。
  - 第二卷，2002年12月6日-2007年10月15日，82篇，十六届中共中央期间。
  - 第三卷，2007年12月17日-2012年11月8日，86篇，十七届中共中央期间。

## 家庭

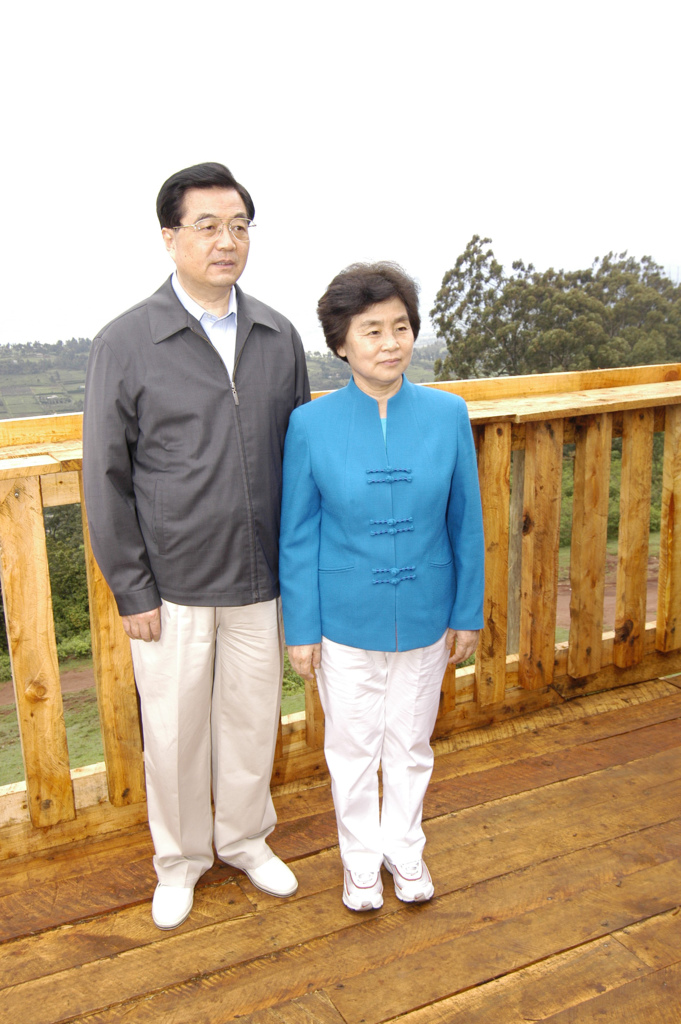
2006年，胡锦涛与夫人刘永清合影

胡锦涛祖上曾出过明朝户部尚书胡富、兵部尚书胡宗宪等历史名人，属龙川胡氏一系。
胡锦涛的高祖父胡允源来到江苏泰州后，开了一个小店。到胡锦涛曾祖父胡树铭时已小有规模，又在上海、浙江等地开设了7个分店，并从事茶叶出口生意，生意兴隆时曾聘用多名英语翻译。胡锦涛的祖父胡炳衡。父亲本名胡增鈺，後改名胡靜之。母亲李文瑞，出生于上海市，籍贯江蘇，李文瑞的父母分别出生于与姜堰相交的海安白甸和上海法租界。胡锦涛自身有胞妹两人。
胡锦涛与夫人刘永清婚後育有一子一女。刘永清的舅舅是常芝青，曾任新华日报社长，光明日报和大公报的总编辑，其光明日报总编辑职务被毛泽东建议转让给了民主党派代表人物储安平。
- 儿子：胡海峰（1972年11月6日－），现任中华人民共和国民政部副部长。
- 女儿：胡海清（1970年5月26日－），清华大学能源与动力工程系学士，中欧国际工商学院工商管理硕士。

## 榮譽
国外勋章
| 授予国家   | 勋章                       | 授勋日期       | 地点                 | 授予者                 | 参考资料 |
| ---------- | -------------------------- | -------------- | -------------------- | ---------------------- | -------- |
| 乌克兰     | 一级智者雅罗斯拉夫王子勋章 | 2010年8月31日  | -                    | -                      | [ 63 ]   |
| 秘魯       | 大十字级秘鲁太阳勋章       | 2008年11月19日 | 利马                 | 加西亚总统             | [ 64 ]   |
|            | 尼亚佐夫勋章               | 2008年8月29日  | 阿什哈巴德           | 别尔德穆哈梅多夫总统   | [ 65 ]   |
| 巴基斯坦   | 巴基斯坦勋章               | 2006年11月24日 | 伊斯兰堡             | 穆沙拉夫总统           | [ 66 ]   |
| 古巴       | 何塞·马蒂勋章              | 2004年11月23日 | 古巴革命宫           | 卡斯特罗国务委员会主席 | [ 67 ]   |
| 约旦       | 一级复兴勋章               | 2001年1月14日  | 安曼                 | 阿卜杜拉二世国王       | [ 68 ]   |
| 马达加斯加 | 大十字级马达加斯加国家勋章 | 1999年1月25日  | 塔那那利佛希尔顿饭店 | 授勋委员会主席         | [ 69 ]   |
| 哥伦比亚   | 国家功勋特别大十字勋章     | 1997年1月21日  | 哥伦比亚总统府       | 桑佩尔总统             | [ 70 ]   |

其他荣誉
- 2001年，法国里昂中央理工学院荣誉博士学位[71][72]。
- 2008年，德国Stern雜誌的lifestyle版，評選为最有影响力100人，名列榜首[73]。
- 2010年，美國福布斯雜誌公佈2010年全球最具权力人物排行榜，胡锦涛排名第一[74]。

## 影视形象
电视剧《历史转折中的邓小平》第44集第36分钟时，出现一个未标明姓名的新任中国共产党中央委员会候补委员，根据他戴黑框眼镜、面型、发型等特征判断，相信是胡锦涛。
有网民在微博说：“没提名字的年轻候补委员，几位元老都和他握手。演员有点胖了，不过这个造型倒是很容易让人想到是他。”

### 引用
1. ↑  . 中国新闻网.   [2008-09-08]. （原始内容存档于2021-08-15）.
2. 1 2  . 新华社. 2015-12-21  [2018-01-29]. （原始内容存档于2018-01-30） （中文）. 1942年12月21日，中华人民共和国国家主席胡锦涛出生。
3. ↑  . 清華大學.   [2023-11-20]. 原始内容存档于2023-11-20.
4. ↑  .   [2016-02-10]. （原始内容存档于2016-02-15） （中文（简体））.
5. ↑  . 中华胡氏网. 2018-09-15  [2020-12-08]. （原始内容存档于2021-05-06） （中文（简体））.
6. ↑  . 中国网（转自《南方周末》）. 2002-11-16  [2010-12-05]. （原始内容存档于2010-05-06） （中文（简体））.
7. 1 2 3 4  . 凤凰网（转自《中国新闻周刊》）. 2006-10-24  [2010-12-05]. （原始内容存档于2009-06-10） （中文（简体））.
8. ↑  . 中华网. 2014-01-21  [2014-01-21]. （原始内容存档于2014-01-30） （中文（简体））.
9. 1 2  . 新浪网 新闻中心. 2011-04-12  [2010-12-04]. （原始内容存档于2011-04-15） （中文（简体））.
10. ↑  . 清華大學.   [2023-11-20]. 原始内容存档于2023-11-20.
11. ↑  Willy Wo-Lap Lam (2006)，第4页
12. ↑  魏楚雄. . 华夏文摘增刊 (中国新闻电脑网络). 2007-12-25, (618)  [2022-11-01]. （原始内容存档于2011-05-19）.
13. ↑  宋永毅. . 动向. 2010, (11).
14. ↑  蘇力. . 夏菲爾國際出版公司. 2002-04-12  [2022-06-25] （中文（简体））.
15. ↑  . 文学城. 2015-03-20  [2025-01-10]. （原始内容存档于2019-08-20） （中文（简体））. 胡锦涛是水利系五字班的，应该在1965年毕业。因为当政治辅导员，按规定延后一年毕业。这一延就到了文革，所以一直拖到1969年才离校。
16. 1 2 3 4 5  李國強等. . 香港: 广角镜出版社有限公司. 1989年2月. ISBN 962226266X （中文（繁體））.
17. ↑  甘肃省地方史志编纂委员会 编.  (PDF) 1. 北京市: 中共党史出版社. 2008年: 1114  [2024-01-06]. ISBN 9787801999146. （原始内容存档 (PDF)于2024-01-26）.
18. ↑  荏苒. . 多维新闻网. 2016-01-06  [2020-12-09]. （原始内容存档于2021-06-15） （中文（简体））.
19. ↑  关岭. . 多维新闻网. 2019-03-19  [2020-12-09]. （原始内容存档于2020-11-28） （中文（简体））.
20. ↑  . 北京: 人民出版社. 2016: 38.
21. ↑  . 亚洲时报. 2006-09-29  [2010-12-05]. （原始内容存档于2008-12-05） （中文（简体））.
22. ↑  . 北京: 人民出版社. 2016: 39–40.
23. ↑  人民网. . 凤凰网. 2009-03-27  [2020-12-09]. （原始内容存档于2021-05-06） （中文（简体））.
24. ↑  . 人民日报. 1992-12-02  [2021-01-09].
25. ↑  . news.sina.com.cn.   [2017-10-17]. （原始内容存档于2017-10-17）.
26. ↑  . 澎湃新闻. 2016-09-25  [2017-05-23]. （原始内容存档于2017-07-25） （中文）.
27. 1 2 3 4  Cheng Li, Eve Cary. . Jamestown Foundation. 2011-12-20  [2011-12-27]. （原始内容存档于2014-03-19）.
28. ↑  国进民退：激荡2009 Archive.today的存檔，存档日期2013-04-26，南方周末，2009年12月23日
29. ↑  童大焕：国进民退的速度可能超乎想象 （页面存档备份，存于），凤凰网，2009年12月30日
30. ↑  . Mzb.com.cn. 2009-12-22  [2017-05-23]. （原始内容存档于2016-03-04）.
31. ↑  中国通过《反分裂国家法》 （页面存档备份，存于），人民网
32. ↑  . News.xinhuanet.com.   [2017-05-23]. （原始内容存档于2012-11-11）.
33. ↑  任建明：总书记强调把反腐工作成效看作取信于民的重要指标 （页面存档备份，存于），中国共产党新闻网，2008年1月16日
34. ↑  JOSEPH KAHN. . 纽约时报. 2006-10-27  [2012-05-13]. （原始内容存档于2013-09-25） （英语）.
35. ↑  .   [2013-03-25]. （原始内容存档于2013-09-26）.
36. ↑  . News.xinhuanet.com.   [2017-05-23]. （原始内容存档于2013-02-07）.
37. ↑  . News.tvb.com.   [2017-05-23]. （原始内容存档于2017-02-16）.
38. ↑  .   [2022-10-23]. （原始内容存档于2022-10-23）.
39. ↑  1965. . Politics.people.com.cn. 2012-11-16  [2017-05-23]. （原始内容存档于2016-03-04）.
40. ↑  . 美國之音. 2022-10-22  [2022-12-24]. （原始内容存档于2022-11-05） （中文（简体））.
41. ↑  . 中央社 CNA. 2022-10-23  [2022-12-24]. （原始内容存档于2022-12-01） （中文（繁體））.
42. ↑  . 聯合早報.   [2022-10-22]. （原始内容存档于2022-10-22）.
43. ↑  .   [2022-10-22]. （原始内容存档于2022-10-22）.
44. ↑  . mobile.rmzxb.com.cn.   [2022-12-05]. （原始内容存档于2022-12-05）.
45. ↑  . News.takungpao.com.hk.   [2017-05-23]. （原始内容存档于2013-07-02）.
46. ↑  陈振凯. . 2012-06-05. （原始内容存档于2013-06-28）.
47. ↑  . 2013-03-17  [2018-07-16]. （原始内容存档于2020-01-14）.
48. ↑  . 新華網.   [2013-12-27]. 原始内容存档于2010-11-13.
49. ↑  .   [2021-11-20]. （原始内容存档于2021-11-17）.
50. ↑  . 蘋果日報. （原始内容存档于2014-12-13）.
51. ↑  .   [2009-05-18]. （原始内容存档于2009-10-15）.
52. ↑  . Voachinese.com. 2006-01-22  [2017-05-23]. （原始内容存档于2016-03-06） （中文）.
53. ↑  胡錦濤再上新聞自由「掠奪者」名單 （页面存档备份，存于） BBC 2010年5月3日
54. ↑  . Bbc.co.uk. 1970-01-01  [2017-05-23]. （原始内容存档于2012-05-06）.
55. ↑  习近平. . 新华社.   [2022-10-26]. （原始内容存档于2022-12-08）.
56. ↑  . 新华社. 2016-09-19  [2016-10-02]. （原始内容存档于2016-10-03）.
57. ↑  潘小平. . 《人物》杂志. 2005年, (第5期)  [2010-12-05]. （原始内容存档于2010-12-11） （中文（简体））.
58. ↑  . 博讯. 2010-04-26. （原始内容存档于2018-07-26）.
59. ↑  文思詠, Siyong; 任知初.  Di 1 ban. Carle Place, N.Y.: Ming jing chu ban she. 2010. ISBN 9789628744336.
60. ↑  . 中國評論通訊社.   [2015-10-01]. （原始内容存档于2015-10-02） （中文（繁體））.
61. ↑  . 联合晚报. 2009-09-19. （原始内容存档于2011-12-14） （中文（简体））.
62. ↑  . 乌克兰总统办公室. 2010-08-31  [2019-07-23]. （原始内容存档于2020-06-04） （乌克兰语）.
63. ↑  . 2008-11-20  [2019-07-23]. （原始内容存档于2019-07-23）.
64. ↑  孙文清; 关健斌. . 中国青年报. 2008-08-30  [2019-07-23]. （原始内容存档于2019-07-23）.
65. ↑  . China Daily. 2006-11-24  [2021-09-28]. （原始内容存档于2021-09-28） （英语）.
66. ↑  . 新浪新闻.   [2019-07-23]. （原始内容存档于2019-06-12）.
67. ↑  米立功; 鲁绍明. . 人民日报海外版. 2001-01-16: 第1版  [2019-07-23]. （原始内容存档于2004-05-12）.
68. ↑  黄泽全. . 人民日报. 1999-01-27: 第1版  [2019-07-23]. （原始内容存档于2004-01-17）.
69. ↑  杨文正. . 1997-01-23: 第1版.
70. ↑  .   [2019-07-23]. （原始内容存档于2019-07-23） （法语）.
71. ↑  袁炳忠; 王敬诚. . 里昂: 新华网. 2001-11-03  [2019-07-23]. （原始内容存档于2019-07-23）.
72. ↑  Stern （页面存档备份，存于） 2009年4月10日查阅
73. ↑  . Forbes.com.   [2017-05-23]. （原始内容存档于2011-10-29）.
74. ↑  . 多维新闻. 2014-09-18  [2014-09-18]. （原始内容存档于2014-09-20）.
75. ↑  . 大公网. 2014-09-18  [2014-09-18]. （原始内容存档于2014-10-18）.